# Guadalupe Ulloa de Saborío
Guadalupe Ulloa de Saborío (Guadalajara, Jalisco; 10 de agosto de 1891-1970) fue una filántropa y educadora mexicana, enfocada en la educación y el bienestar de personas con discapacidad como infancias y juventudes. Además, fundó la Institución para la capacitación del Niño Ciego
En 2024 fue galardonada con el premio Hermila Galindo Acosta por su activismo en la defensoría de derechos de infancias y adolescencias.

## Trayectoria
En diciembre de 1938, fundó la Casa de la Divina Providencia, una guardería destinada a atender a los hijos de empleadas domésticas. Posteriormente, en 1940, estableció el Instituto para la Capacitación del Niño Ciego, una institución que tuvo reconocimiento en Alemania, España y Francia.
En 1947 creó la Escuela de la Niña Obrera, con el objetivo de ofrecer educación secundaria y formación en comercio a niñas de familias de bajos recursos. Ocho años después, en 1955, fundó el Centro Educativo para Niños Sordos, junto con su hija, que más tarde sería conocido como el Instituto de Comunicación Humana.
Con el apoyo del Club Leones de Guadalajara, fundó el Colegio de la Niña Ciega en 1960, con el objetivo de proporcionar educación primaria a niñas ciegas y cinco años después fundó la escuela El Perro Guía.

## Premios y reconocimientos
En 2024 fue galardonada con el premio Hermila Galindo Acosta.